# Hjemlig hygge (film fra 1982)
 For alternative betydninger, se Hjemlig hygge. (Se også artikler, som begynder med Hjemlig hygge)
Hjemlig hygge er en kortfilm instrueret af Morten Arnfred efter eget manuskript.

## Handling
Novellefilm lavet for at advare mod overdrevent drikkeri, her skildret i en situation hvor ægteskabelig hygge over middagsbordet afløses af skænderier i takt med mængden af konsumerede guldbajere.

## Medvirkende
- Margrethe Koytu[1]
- Bent Warburg
- Lis Poulsen
- Mikkel Arnfred